# Šćepan Krst
Šćepan Krst (en serbe cyrillique : Шћепан Крст en Croate : Stjepan Krst) est un village de Bosnie-Herzégovine. Il est situé dans la municipalité de Berkovići et dans la république serbe de Bosnie. Selon les premiers résultats du recensement bosnien de 2013, il ne compte plus aucun habitant.

## Histoire
Après la guerre de Bosnie-Herzégovine et à la suite des accords de Dayton, le village de Šćepan Krst, qui faisait partie de la municipalité de Stolac, a été rattaché à la municipalité de Berkovići, nouvellement créée et intégrée à la république serbe de Bosnie.

## Démographie

### Répartition de la population par nationalités (1991)
En 1991, les 191 habitants du village se répartissaient de la manière suivante :